# Astochia tarsalis
Astochia tarsalis là một loài ruồi trong họ Asilidae. Astochia tarsalis được Ricardo miêu tả năm 1919. Loài này phân bố ở miền Ấn Độ - Mã Lai.